# Mikulin M-17

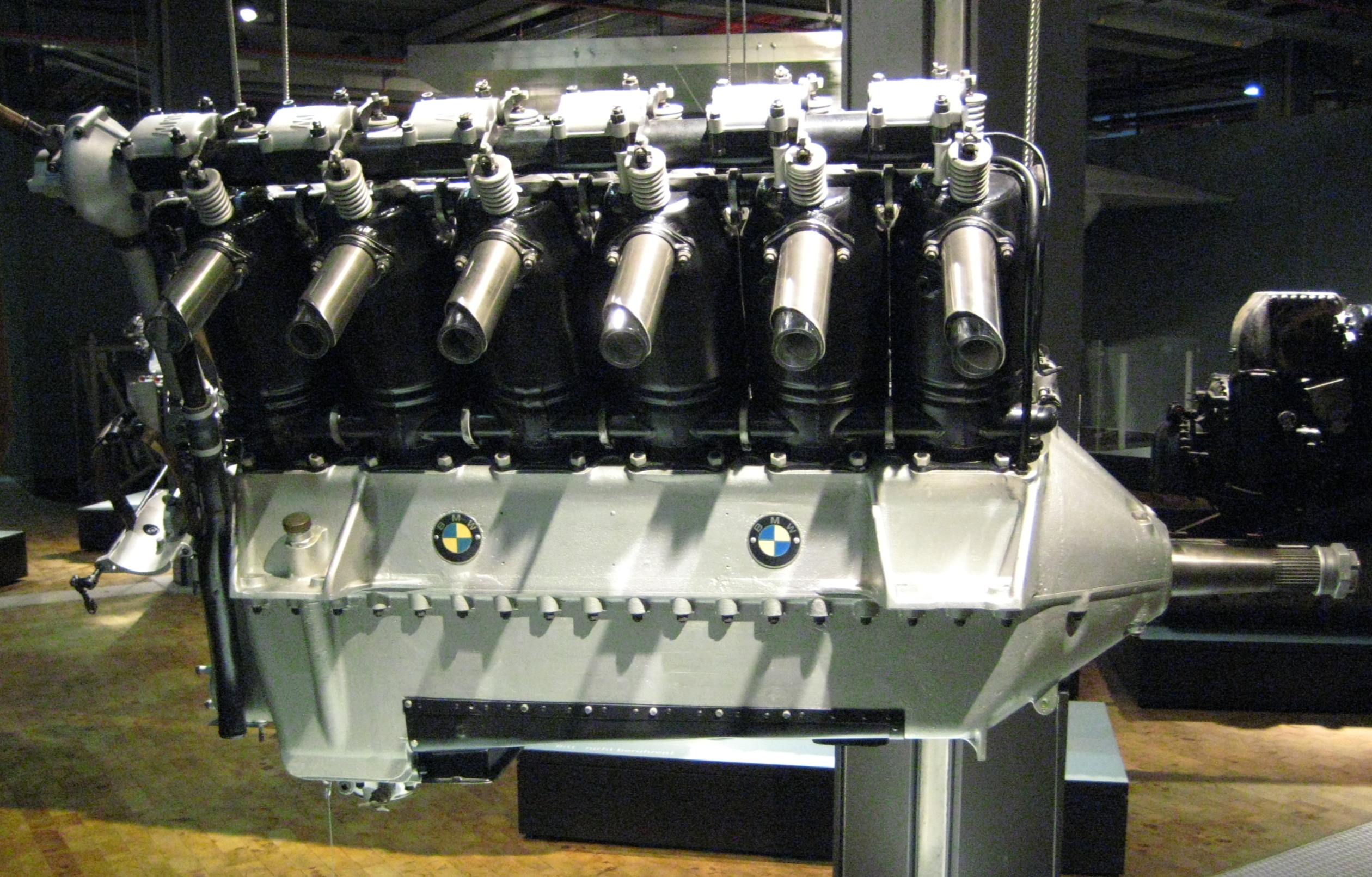
Motor BMW VI, modelo del M-17.

El Mikulin M-17 de 12 cilindros fue una copia soviética, construida inicialmente bajo licencia, del motor BMW VI, estando en producción desde 1930 hasta 1941 en factorías de Rybinsk y Moscú. Se produjeron más unidades en la URSS que en Alemania. El diseño original fue mejorado y modificado por Aleksandr Mikulin, variando sustancialmente el motor alemán original. Se construyeron un total de 27.000 motores, siendo empleados en aviones 19.000, mientras que el resto motorizó carros de combate.

## Especificaciones
- Tipo: 12 cilindros en V
- Diámetro: 160 mm
- Carrera: 190 mm
- Desplazamiento: 46,9 litros
- Peso: 553 kg

## Aplicaciones
- BT-7
- T-28
- T-35
- Beriev MBR-2
- Gorki PS-89
- Kalinin K-5
- Polikarpov I-3
- Polikarpov R-5
- Tupolev PS-9
- Tupolev R-6
- Tupolev R-7
- Tupolev TB-1
- Tupolev TB-3